# Maroine Mihoubi
Maroine Mihoubi (Aubagne, 26 luglio 1999) è un calciatore francese, difensore del Tukums 2000.

## Caratteristiche tecniche
È un difensore centrale.

## Carriera
Cresciuto nel settore giovanile del Monaco, ha trascorso i primi anni di carriera fra la quinta divisione francese (con la squadra riserve del Nîmes e l'Aubagne) e la massima divisione tunisina, dove ha giocato 19 incontri con lo Stade Tunisien nel 2019.
Il 1º settembre 2020 si è accordato con gli ucraini del L'viv, militanti in Prem"jer-liha.

## Statistiche
Statistiche aggiornate al 5 novembre 2020.

### Presenze e reti nei club
| Stagione        | Squadra         | Campionato      | Campionato | Campionato | Coppe nazionali | Coppe nazionali | Coppe nazionali | Coppe continentali | Coppe continentali | Coppe continentali | Altre coppe | Altre coppe | Altre coppe | Totale | Totale | Totale |
| Stagione        | Squadra         | Comp            | Pres       | Reti       | Comp            | Pres            | Reti            | Comp               | Pres               | Reti               | Comp        | Pres        | Reti        | Pres   | Reti   |        |
| --------------- | --------------- | --------------- | ---------- | ---------- | --------------- | --------------- | --------------- | ------------------ | ------------------ | ------------------ | ----------- | ----------- | ----------- | ------ | ------ | ------ |
| 2017-2018       | Nîmes 2         | N3              | 1          | 0          |                 | -               | -               |                    | -                  | -                  |             | -           | -           | 1      | 0      |        |
| 2018-2019       | Stade Tunisien  | L1              | 19         | 0          | CT              | 0               | 0               |                    | -                  | -                  |             | -           | -           | 19     | 0      |        |
| 2019-2020       | Aubagne         | N3              | 4          | 0          | CF              | 0               | 0               |                    | -                  | -                  |             | -           | -           | 4      | 0      |        |
| 2020-2021       | L'viv           | PL              | 7          | 0          | CU              | 0               | 0               |                    | -                  | -                  |             | -           | -           | 7      | 0      |        |
| Totale carriera | Totale carriera | Totale carriera | 31         | 0          |                 | 0               | 0               |                    | -                  | -                  |             | -           | -           | 31     | 0      |        |